# Артур Шальпук
А́ртур Ка́цпер Ша́льпук (пол. Artur Kacper Szalpuk; нар. 20 березня 1995, Ольштин) — польський волейболіст, догравальник, гравець польського клубу «Проєкт» (Варшава). Чемпіон світу 2018 року у складі національної збірної Польщі. У першості 2021—2022 захищав барви СК «Епіцентр-Подоляни» з Городка на Хмельниччині.

## Життєпис

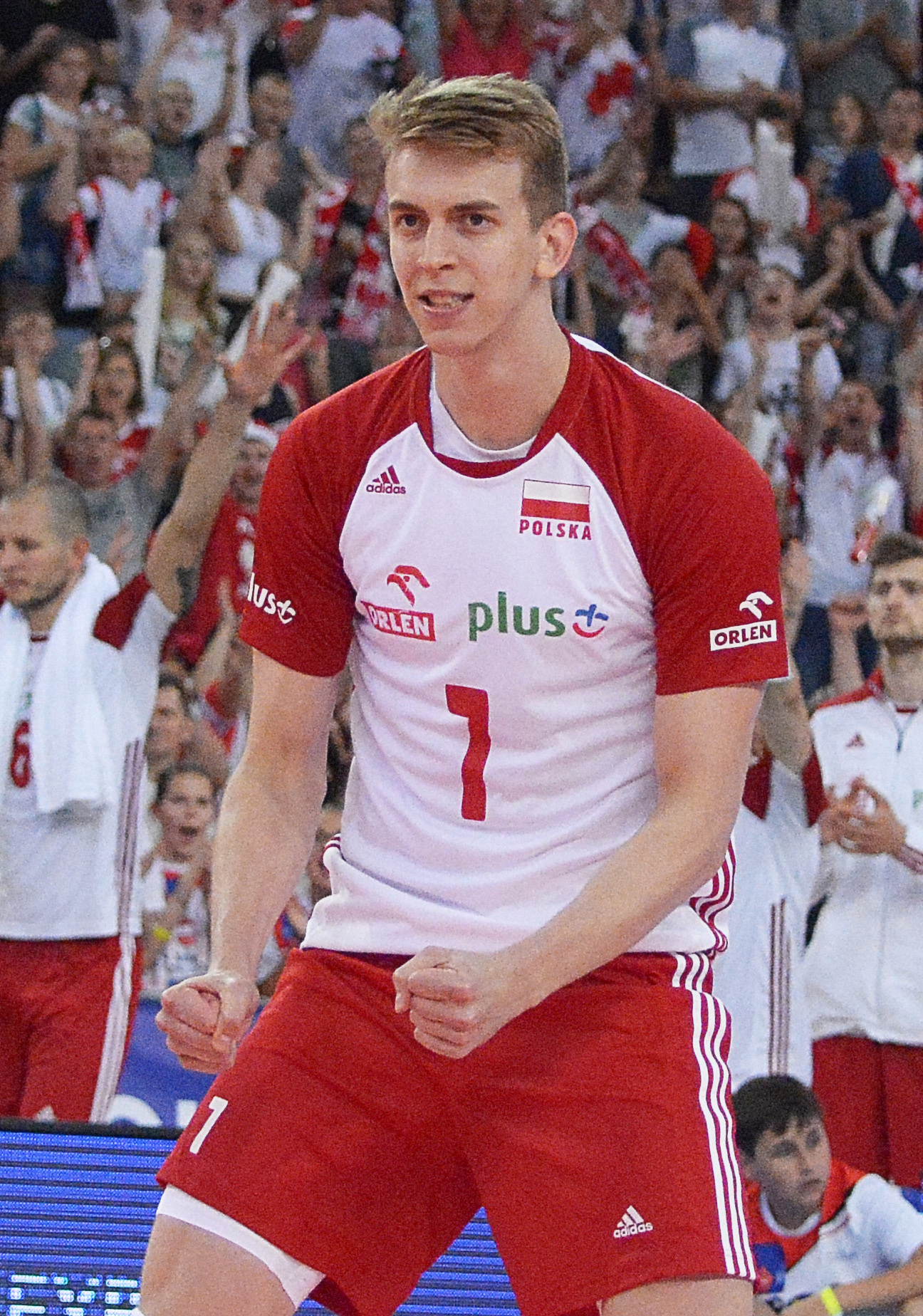
У складі збірної, 2018

Народився 20 березня 1995 року в Ольштині. Зріст — 201 см, маса тіла — 91 кг.
Сезон 2020—2021 провів у складі клубу «Верва Варшава Орлен Паліва» (Verva Warszawa Orlen Paliwa).
Влітку 2021 перейшов до складу українського СК «Епіцентр-Подоляни» з Городка на Хмельниччині. Головним аргументом, на думку Артура, стало те, що команду тренуватимуть його співітчизники на чолі з Маріушем Сордилем. Стверджував, що тренувальна база нового клубу — високого рівня.

### Досягнення
У збірній
- чемпіон світу 2018 року[5]

Клубні
- переможець Кубка виклику (1): 2024.

Індивідуальні
- MVP (найкращий гравець) Меморіалу Губерта Єжи Ваґнера (2018, Краків)[6].